# Blodwen
Blodwen es una ópera en tres actos con música de Joseph Parry y libreto en galés de Richard Davies. Fue la primera ópera compuesta en esta lengua. Se estrenó en el Temperton Hall de Aberystwyth el 21 de mayo de 1878 y fue dirigida por el propio Parry.

## Historia
Fue bien recibida, y un periodista de la revista galesa Y Faner dijo que la ópera era «el más encantador fragmento de música» que él había escuchado.
Tras su presentación en Aberystwyth, Blodwen partió de gira por los condados de Glamorgan y de Monmouthshire, y fue interpretada por el Coro Representativo Galés en Bristol y en el Alexandra Palace de Londres. Viajaron por tres de Aberdare a Londres, y Parry escribió a la prensa para decirles que la gente estaba invitada a unirse a los cantantes durante el viaje.
En el verano de 1879, el compositor anunció que su ópera se había interpretado alrededor de cincuenta veces, y que su próximo objetivo sería una gran representación «con los trajes y la apariencia apropiados». Su deseo se realizó en Aberdare el 26 de diciembre de 1879, cuando la obra fue interpretada por la Choral Union bajo la dirección de Rees Evans, y con Llew Llwyfo como uno de los cantantes.
Para el año 1896, la ópera se había representado ya 500 veces.